# شهرستان گو
شهرستان گو (به لاتین: Gu County) یک منطقهٔ مسکونی در چین است که در لینفن واقع شده‌است.